# Big Time Rush (музичка група)
 (транскр.  Биг тајм раш), познат и по скраћеници BTR, је амерички поп бој бенд формиран 2009. године у Лос Анђелесу. Групу су основали: Kendall Schmidt, James Maslow, Logan Henderson и Carlos PenaVega. Све је почело са ТВ серијом Big Time Rush са продукцијом Nickelodeona. Бенд je 2014. године отпочео паузу дугачку седам година, након чега се поново формирао 2021. године.

## Чланови
- Kendall Schmidt - вокали
- James Maslow - вокали
- Logan Henderson - вокали
- Carlos PenaVega - вокали

## Артисти

### Музички стил и теме
Због тога што је група повезана са ТВ серијама и дечијим мрежама Nickelodeon, они су представљени као група "пријатеља за децу", али имају и музичке разлике. У прегледу њиховог првог студијског албума Big Time, Jessica Dawson из Common Sense Media је написала: "Big Time Rush је изузетан, не само због свог дечачког шарма и доброг изгледа, већ зато што је њихова музика одлична комбинација синт-поп, хип-хоп и хармонике дечијих бендова."Звук бенда описан је као" поп, денс-рок ".

## Формирање
Nickelodeon је потписао Big Time Rush у рекордном договору 2009. године истовремено са телевизијском серијом Big Time Rush. Затим је Nickelodeon сарађивао са Columbia Records за извођење емисије и укључивао оригиналну музику на представу. За серију је њихов деби сингл "Big Time" објављен 29. новембра 2009. године. Серија је први пут емитована у САД у новембру 2009. године, све док је на крају није објављена широм света. Дебитовала је током једногодишњег специјалног прегледа серијала и тренутно је отворена тема емисије. Серија је такође видела и емисије других синглова укључујући "City Is Ours" и "Any Kind of Guy". Big Time Rush је такође покрио песму Play под називом "Famous". Песма је објављена на iTunesu 29. јуна 2010. године. Још једна песма "Halfway There" је објављена у iTunesu 27. априла 2010. године, након премијере на серији. Сингл је ускоро постао њихов први сингл на листи Bilboard Hot 100, који је ушао на број 93 због дигиталне продаје.

### Распад
У 2013. години, након завршетка серије телевизијских серија Big Time Rush, чланови групе су поставили бенд на неодређени прекид и наставили су да се баве соло каријером. Кендал је тада изјавио да би волели да се поново врате заједно као бенд ако имају прилику која се до 2018. године није догодила. У мају 2013. Кендал је реформисао бенд Heffron Drive са Dustin Belt.

## Дискографија

### Студијски албуми
| Наслов                                                                         | Детаљи | Највиша позиција на листи | Највиша позиција на листи |
| Наслов                                                                         | Детаљи | САД                       | УК                        |
| ------------------------------------------------------------------------------ | --- | ------------------------- | ------------------------- |
| BTR                                                                            | - Објављен: 11. октобар 2010. - Издавачке куће: Nickelodeon, Columbia - Формати: CD, дигитално преузимање, стриминг    | 3                         | 14                        |
| Elevate                                                                        | - Објављен: 21. новембар 2010. - Издавачке куће: Nickelodeon, Columbia - Формати: CD, дигитално преузимање, стриминг   | 12                        | 72                        |
| 24/Seven                                                                       | - Објављен: 7. јун 2013. - Издавачке куће: Nickelodeon, Columbia - Формати: CD, дигитално преузимање, стриминг         | 4                         | —                         |
| Another Life                                                                   | - Објављен: 2. јун 2023. - Издавачке куће: Bought The Rights, BMG - Формати: CD, плоча, дигитално преузимање, стриминг | —                         | —                         |
| "—" значи да албум није доспео на листе или није био објављен на том подручју. | |                           |                           |